# Dexter Lembikisa
Dexter Joeng Woo Lembikisa (sinh ngày 4 tháng 11 năm 2003) là một cầu thủ bóng đá chuyên nghiệp người Jamaica hiện đang thi đấu cho câu lạc bộ Wolverhampton Wanderers. Sinh ra tại Anh, nhưng Lembikisa đã được gọi lên thi đấu cho U20 Jamaica.

## Sự nghiệp câu lạc bộ
Lembikisa gia nhập lò đào tạo trẻ của Wolverhampton Wanderers từ năm 13 tuổi, và đã thi đấu qua nhiều cấp độ của đội trẻ. Ngày 10 tháng 11 năm 2021, Lembikisa đặt bút kí vào bản hợp đồng chuyên nghiệp đầu tiên với đội bóng và được đôn lên thi đấu tại đội U23 trong cùng năm. Lembikisa bắt đầu được tập luyện cùng đội một của Wolves vào mùa hè năm 2022. Cầu thủ này có trận ra mắt màu áo Wolves với tư cách cầu thủ vào sân thay người trong chiến thắng 1-0 của Wolves ở EFL Cup trước Leeds United vào ngày 9 tháng 11 năm 2022.